# 체인지 라이프 닥터 & 스타
체인지 라이프 닥터 & 스타는 매주 토요일 오전 8시 55분에 OBS경인TV에서 방송되는 텔레비전 프로그램이다.

## 기획 의도
겉모습은 물론 속까지 아름답게 해줄 닥터군단 노하우를 공개하는 텔레비전 프로그램이다.

## 역대 진행자
현재 진행자는 2014년 8월 9일을 기준으로 한다.
- 1대 김준호, 최지해 : 2014.8.9 ~ 현재

## 방송 회차

### 2014년
| 회차 | 방송일    | 출연자      |
| ---- | --------- | ----------- |
| 1    | 8월 9일   | 이하얀      |
| 2    | 8월 16일  | 유혜리      |
| 3    | 8월 23일  | 변아영      |
| 4    | 8월 30일  | 장미화      |
| 5    | 9월 6일   | 오미연      |
| 6    | 9월 13일  | 선우용여    |
| 7    | 9월 20일  | 송경철      |
| 8    | 9월 27일  | 서권순      |
| 9    | 10월 4일  | 윤영미      |
| 10   | 10월 11일 | 원준희      |
| 11   | 10월 18일 | 현미        |
| 12   | 10월 25일 | 김청        |
| 13   | 11월 1일  | 문영미      |
| 14   | 11월 8일  | 이칸희      |
| 15   | 11월 15일 | 최수린      |
| 16   | 11월 22일 | 팽현숙      |
| 17   | 11월 29일 | 사미자      |
| 18   | 12월 6일  | 다니 루미코 |
| 19   | 12월 13일 | 김형자      |
| 20   | 12월 20일 | 김혜연      |
| 21   | 12월 27일 | 안연홍      |

### 2015년
| 회차 | 방송일   | 출연자   |
| ---- | -------- | -------- |
| 22   | 1월 3일  | 김현영   |
| 23   | 1월 10일 | 지영옥   |
| 24   | 1월 17일 | 서갑숙   |
| 25   | 1월 24일 | 선우일란 |
| 26   | 1월 31일 | 임주리   |